# Кубок Кремля 2005
Кубок Кремля 2005 — ежегодный профессиональный теннисный турнир в серии международной серии ATP для мужчин и 1-й категории WTA для женщин.
Турнир традиционно проводился на закрытых хардовых кортах в московском спорткомплексе «Олимпийский». Мужской турнир проводился в 16-й раз, женский — в 10-й.
Соревнования прошли с 10 по 16 октября.
Прошлогодние победители:
- мужской одиночный разряд —  Николай Давыденко
- женский одиночный разряд —  Анастасия Мыскина
- мужской парный разряд —  Игорь Андреев /  Николай Давыденко
- женский парный разряд —  Анастасия Мыскина /  Вера Звонарёва

## Соревнования

### Мужчины

#### Одиночный разряд
Игорь Андреев обыграл  Николаса Кифера со счётом 5-7, 7-6(3), 6-2.
- Андреев выигрывает свой третий титул на соревнованиях подобного уровня.

#### Парный разряд
Максим Мирный /  Михаил Южный обыграли  Игоря Андреева /  Николая Давыденко со счётом 5-1, 5-1
- Мирный выигрывает свой 5й титул в сезоне и 25й за карьеру.
- Южный выигрывает свой дебютный титул на соревнованиях подобного уровня.

### Женщины

#### Одиночный разряд
Мари Пьерс обыграла  Франческу Скьявоне со счётом 6-4, 6-3.
- Пьерс выигрывает свой второй титул в году и 18й за карьеру.
- Пьерс выигрывает свой второй титул в году на соревнованиях данной категории и 5й за карьеру.
- Скьявоне в 4й раз выходит в финал соревнований WTA и в 4й же раз их проигрывает.

#### Парный разряд
Лиза Реймонд /  Саманта Стосур обыграли  Кару Блэк /  Ренне Стаббс со счётом 6-2, 6-4.
- Реймонд выигрывает свой 5й титул в году и 49й за карьеру.
- Стосур выигрывает свой 6й титул на соревнованиях WTA.